# British Board of Film Classification

Logo British Board of Film Classification ze sloganem (do 2019)

Logo British Board of Film Classification (od 2019)

The British Board of Film Classification (BBFC), pierwotnie British Board of Film Censors, jest organizacją odpowiedzialną za klasyfikację i cenzurę filmów oraz niektórych gier w Wielkiej Brytanii.

## Oceny
| Ograniczenie       | Informacje |
| ------------------ | --- |
| Universal Children | Przeznaczone dla wszystkich, aczkolwiek szczególnie dla dzieci w wieku przedszkolnym do samodzielnego oglądania. Nieużywane od 2009 roku. |
| Universal          | Zawartość oznaczona U powinna być odpowiednia dla widzów w wieku czterech lat i starszych, chociaż nie można przewidzieć, co mogłoby urazić konkretne dziecko. |
| Parental Guidance  | Filmy i gry, w których zalecana jest kontrola ich oglądania czy użytkowania przez młodsze dzieci, i w razie potrzeby wyjaśnianie niezrozumiałych dla nich treści. Materiały oznaczone PG nie powinny zaniepokoić dzieci powyżej ok. 8. roku życia. Zawartość jest łagodna. |
| 12 Advisory        | Dla osób poniżej 12 roku życia tylko pod opieką dorosłego, w kinie jest wymagane towarzystwo osoby dorosłej. Ta klasyfikacja dotyczy wyłącznie filmów pokazywanych w kinie. Ich zawartość uznano za wysoce szkodliwą dla dzieci. |
| 12                 | Filmy i gry, których odbiór wymaga pewnego doświadczenia i wiedzy o świecie. Zawartość jest umiarkowana. Niektóre klasyfikacje powyżej kategorii "12" mają znaczenie jedynie doradcze, nie są prawnie wiążące. Dla kontrastu, klasyfikacje poniżej mają prawne ograniczenia - tzn. nielegalna jest sprzedaż lub prezentowanie takich produkcji osobom młodszych niż wyznaczony limit wieku. Oznacza to, że gra lub film jest odpowiedni od 12 roku życia.                        |
| 15                 | Nie dla osób w wieku poniżej 15 lat. Może mieć dość dojrzałe motywy. Może zawierać (często) wulgarny język, ostrą przemoc, silne odniesienia do seksu, nagość bez szczegółów graficznych oraz odniesienia do narkotyków. Aktywność seksualną można przedstawić, ale bez wyraźnych szczegółów. |
| 18                 | Za filmy i gry od 18 lat uznaje się te, przedstawiające daleko posuniętą przemoc i/lub specyficzne rodzaje przemocy. Daleko posunięta przemoc jest najtrudniejsza do zdefiniowania, ponieważ w wielu przypadkach jest to pojęcie bardzo subiektywne, ale ogólnie można ją określić jako sceny przemocy powodujące u widza uczucie odrazy. |
| Restricted 18      | Mogą być dostarczane tylko w licencjonowanych sklepach erotycznych osobom w wieku nie mniej niż 18 lat. Tak oznaczone materiały zawsze będą zawierać ostrą pornografię i treści seksualne, definiowane jako materiały przeznaczone do stymulacji seksualnej. Osoby poniżej 18 roku życia nie mogą oglądać tak oznaczonych filmów w kinie ani ich kupować czy wypożyczać. Ta klasyfikacja dotyczy wyłącznie filmów. Ich zawartość uznano za wysoce szkodliwą dla niepełnoletnich. |
| Exempt             | Dana zawartość nie podlega ocenie. |